# アイ・ペアーズ
アイ・ペアーズ株式会社は、東京都新宿区に本社を置く、日本のデジタルコンテンツ特化型クリエイティブカンパニーである。

## 概要
アイ・ペアーズ株式会社は3DCG関連事業を主体に、電話の自動応答ガイダンスや動画のナレーション、アプリ・ゲーム用音声制作、音響制作等の音声関連サービスや、所属クリエイターによるCMソング、BGM、サウンドロゴ、アーティスト向け楽曲制作等の音楽制作サービスを提供しているコンテンツ制作会社である。
3DCG関連事業では、モデリング／モーション制作やモーションキャプチャ収録、PR動画／PV等の映像制作サービスを提供しており、VOCALOIDやVOICEROID（A.I.VOICE）、CeVIOといった音声合成ソフト関連のライブイベント制作事業やVtuber支援、ライブ配信等のマルチメディア関連事業等を展開している。
コンテンツ制作において著名な分野は、モーションキャプチャ／リアルタイムモーションキャプチャとバーチャルプロダクションに関する高度な技術を活かした3DCG制作やVRライブ制作と、音声ガイダンスやCMソング制作を中心とした音声／音楽事業であり、様々な作品や企業、公共機関に技術提供を行っている。
近年では、東映のスーパー戦隊シリーズ、ビクターエンタテインメント関連の3DCG映像作品、NHKワールド JAPANの日本語学習番組におけるVFX、ゲーム関連の大規模イベント等、バーチャルプロダクション技術を利用した有名作品への参加が多くみられる。

## 歴史

### 設立
2012年2月に代表取締役伊藤衛を中心に、ITコンサルティングとWebマーケティングを主要事業として豊島区池袋にて創業（資本金950万円）。
2013年4月より音声、音楽を中心としたオーディオコンテンツ制作事業を開始、更に同年秋より3DCG事業を軸とする映像制作事業を開始する。

### 本社移転
2015年2月、現在の所在地である新宿区高田馬場に本社を移転。

### 規模拡大
2017年2月、第三者割当増資により資本金を950万円から1,400万円へ増資。
2019年11月、高田馬場にサテライトオフィスを開設。
2021年4月より上記サテライトオフィスに隣接する形で、高田馬場に配信・撮影に対応するレコーディングスタジオ「Studio iU」の運用を開始。同年10月に第三者割当増資により資本金を1,400万円から2,200万円へ増資。
2023年3月、第三者割当増資により資本金を2,200万円から3,200万円へ増資。
2024年12月、第三者割当増資により資本金を3,200万円から4,000万円へ増資。

### 企業連携
2022年8月、エルアンドエル・ビクターエンタテインメントの3D関連新事業部としてスタートした「FESTiVAL 3D」プロジェクトに技術協力として参画。
2024年7月、クープ_(企業)、サウンド・シティ_(企業)と3社共同でモーションキャプチャースタジオ「qooop Virtual Studio」の運営を開始。
2025年7月、ヤマハ株式会社との共同開発事業である独自モーション制御ソフトウェア「n-Links」を発表。

### 社名の由来
当初は公式サイト上に「Internet」と「Interest」をペアで提供という説明がなされていたが、現在は掲載されていない。

## 所属クリエイター
- 公開作品にクレジット記載のあるクリエイター一覧

| 氏名               | 担当分野                                                             |
| ------------------ | -------------------------------------------------------------------- |
| 伊藤衛             | 映像・音楽・音声プロデューサー／ディレクター／エンジニア             |
| 佐藤直哉（なヲタ） | 映像・音楽クリエイター／ディレクター／エンジニア                     |
| 田中克典           | 映像・音楽プロデューサー／ディレクター／エンジニア                   |
| 皆川太一           | 音楽・音声クリエイター／プロデューサー／ディレクター                 |
| TOSHIKI NAGASAWA   | 音楽クリエイター／プロデューサー／ディレクター／エンジニア           |
| 津川海太郎         | 音声ディレクター／エンジニア                                         |
| 安居顯太朗         | 映像クリエイター／プロデューサー／ディレクター／エンジニア           |
| 曽根貴了           | 映像クリエイター／ディレクター／エンジニア                           |
| 寺尾昂祐           | イベント演出・プランニング／テクニカルアートディレクター／エンジニア |
| 矢島由梨奈（Rui）  | 映像ディレクター／演出／脚本                                         |

## 参加作品
制作したコンテンツは多岐にわたるが、代表作としては下記が挙げられる。

### 映像作品
2016年
- 「ハルオロイド・ミナミ / PPAP」3DCGモーション制作
- 大沢桃子とスーパーピンクパンサー「恋する銀座」MV

2017年
- 「PNSP(Pen-Nurisampo-Sampo-Pen)／国立劇場版PPAP」映像制作

2022年
- 中野みやび「渾然」MV
- NHKワールド JAPAN「ひきだす日本語」VFX＋モーションキャプチャー
- 「Japan Musical Festival 2022」モーションキャプチャー
- KING – Kanaria / 黒杜えれん Cover【VTuber 歌ってみた】MV
- 黒杜えれん「Beginner」MV
- 黒杜えれん「一緒に！電子工作」MV

2023年
- 中野みやび「透明虹華」MV
- 黒杜えれん「モノクロとカラー」MV
- スーパー戦隊シリーズ「王様戦隊キングオージャー」第38話「もっふんといっしょ」MV制作

2024年
- 「【すずきつづみ】此の世で一番碧い空【VR180】」VR映像制作
- スーパー戦隊シリーズ「爆上戦隊ブンブンジャー」ED制作協力
- コモドなたいそうプロジェクト『歌え！コ・モ・ド・テ・ポン！』」映像制作
- 春日部つむぎ・春日部つくし「ピリカラ」3DMV制作

### CM
2023年
- IoT-EX株式会社「BizMobile Go!」WebCM

### 3DCGライブ／イベント制作
2020年
- 「初音ミクシンフォニー 2020」モーションキャプチャー／アニメーション（10月17日）

2021年
- 「Vtuberリアルタイムライブフェス」企画制作（2月19日）
- 「コトノハロックフェス」ライブ制作（5月2日）
- 「VIRTUAL MUSIC JAM -CeVIO PARTY-」モーションキャプチャー／モーション制作／映像制作（8月28日）
- 「初音ミクシンフォニー 2021」モーションキャプチャー／アニメーション（9月20日）
- 「ショートショート フィルムフェスティバル ＆ アジア2021」映像送出／配信テクニカル（10月21日‐24日）
- 「結月ゆかり・紲星あかり誕生祭記念・公式生放送2021」ライブ制作（12月17日）
- 「黒杜えれん 1st LIVE & TALK EVENT ～Holy Time with U!!～」企画制作（12月23日）
- 「YURiKA X’mas Special」技術企画／演出システム制作（12月24日）

2022年
- 「いれいす1st 3D LIVE『Irregular Dive in バーチャル』]」VRライブ制作（5月21日）
- 「PERSONA SUPER LIVE P-SOUND WISH2022 ～交差する旅路～」3D映像制作／モーションキャプチャー／アニメーションポリッシュ／背景演出映像（10月8日‐10月9日）
- 「ささら＆つづみ Winter ～1st duet～」3Dライブ制作／配信（12月11日）

2023年
- 「VVV MUISC LIVE(ブイスリー ミュージック ライブ)」さとうささら＆すずきつづみ モーション制作／調声（6月25日）
- 「アイドルマスター SideM『315 Production presents F＠NTASTIC COMBINATION LIVE ～BRAINPOWER!!～』」制作協力（7月9日）
- 「歌は時空を超えて 京町セイカ with Style KYOTO管弦楽団」 映像制作（9月23日）
- 「EGOIST LIVE 2023 Fleeting Ruby “The Crescendo”0923 OSAKA」3Dパート(リアルタイムモーションキャプチャー)制作（9月23日）
- 「EGOIST LIVE 2023 Resonant Indigo “Echoes of Everlasting”1009 YOKOHAMA」3Dパート(リアルタイムモーションキャプチャー)制作（10月9日）
- 「ささら＆つづみ Autumn ～晴れ舞台！～」3Dライブ制作／配信（11月17日）
- 「アイドルマスター SideM『315 Production presents F＠NTASTIC COMBINATION LIVE ～CONNECTIME!!!!～』 制作協力（11月18日／11月19日）
- アステル・レダ「【#アステル4周年】 ４年間ありがとうございました。これが今の、最高地点です。【3DLIVE】」配信協力（12月7日）

2024年
- 「ささら＆つづみ Autumn ～晴れ舞台！～スペシャルリバイバル」3Dライブ制作（2月10日）
- 「PERSONA LIVE TOUR2024 -more ahead-」3Dパート制作（大阪公演：5月31日・横浜公演：6月8日）
- がうる・ぐら「【SHARK CITY】3D BIRTHDAY LIVE! 🐟 #sharkcity3D」配信協力（6月21日）
- アイラニ・イオフィフティーン「【#iofiGalaxyTicket】 Welcome to! Airani iofifteen 2024 Birthday 3D Live - Galaxy Ticket」配信協力（7月15日）
- 「フラガリアメモリーズ 1st LIVE ＆ FAN MEETING ～Wish is …～」3DCGライブパート モーション・表情制作（8月10日／8月11日）
- 大神ミオ「【３DLive】晴れ時々にわかミオ【 #大神ミオ生誕ライブ2024 】」配信協力（8月20日）
- 双葉湊音 1st ミニライブ「アオの季節」3Dライブ制作
- 「歌は時空を超えてⅡ 京町セイカ with StyleKYOTO管弦楽団オーケストラコンサート」3Dライブ制作（9月15日）
- 夕刻ロベル「【#夕刻ロベル生誕祭2024】32歳になりました【夕刻ロベル/ホロスターズ】」配信協力（9月26日）
- クレイジー・オリー「【#REBIRTH3D】Kureiji Ollie's 3D Birthday LIVE 2024 - REBIRTH, The True Me【hololive Indonesia】」配信協力（10月13日）
- 「VVV MUSIC LIVE 2024」 双葉湊音『季節のレンズ』モーション制作／調声（11月23日）
- 「Voicetic Fantasia 2024 ～共鳴探訪～」 3Dライブ制作／配信（12月13日）

2025年

- 兎田ぺこら「【＃ホロライブじゃんけん王】優勝者は100万円！新春運試しじゃんけん大会！【ホロライブ/兎田ぺこら】」配信協力（1月11日）
- 荒咬オウガ「【 #荒咬ノ絆寿司 】荒咬オウガ生誕祭2025【荒咬オウガ /ホロスターズ】」（1月15日）
- 『藍月なくる Birthday LIVE 2025「概念／質量」』概念ステージ モーション・3DCG映像制作 / 本番送出オペレーション（3月1日）
- 大空スバル「【#大空スバル6周年LIVE】大空スバル 6th 記念LIVE 星灯【ホロライブ/大空スバル】」配信協力（3月2日）

### キャラクターモデリング
- 本田技研工業3DCGキャラクター「メイリン」
- JVCケンウッドプロデュースバーチャルキャラクター「黒杜えれん」
- JVCケンウッドプロデュースバーチャルキャラクター「波澄りお」
- 琴葉茜・葵
- 伊織弓鶴
- さとうささら
- すずきつづみ
- タカハシアマト

### ゲーム
2019年
- LINE GAME 戦略バトルRPG「LINE ブラウンストーリーズ」 音声制作＋PV音声制作

### TVアニメ
2015年
- TVアニメ「それが声優!」ライブシーンモーションキャプチャー

2017年
- TVアニメ「AKIBA'S TRIP」ライブシーンモーションキャプチャー

### 特撮
2022年
- スーパー戦隊シリーズ「暴太郎戦隊ドンブラザーズ」リアルタイムモーションキャプチャ

2023年
- スーパー戦隊シリーズ「王様戦隊キングオージャー」CGアセット制作（トウフ国）／バーチャルプロダクション運用ディレクション・オペレーション

2024年
- スーパー戦隊シリーズ「爆上戦隊ブンブンジャー」VP（バーチャルプロダクション）オペレーション／ED制作協力
- 仮面ライダーシリーズ「仮面ライダーガヴ」バーチャルプロダクション運用ディレクション・オペレーション

2025年
- スーパー戦隊シリーズ「ナンバーワン戦隊ゴジュウジャー」VPオペレーション

### Web配信番組
2019年
- 「新レゴ フレンズ アニメ 主題歌 H.E.A.R.T.」主題歌歌唱（林みゆき）

2022年
- 海外向け日本語／日本文化紹介番組「ひきだすにほんご Activate Your Japanese!」VFX＋モーションキャプチャー

### 劇場映画
2022年
- 「暴太郎戦隊ドンブラザーズ THE MOVIE 新・初恋ヒーロー」リアルタイムモーションキャプチャー

2023年
- Vシネクスト「暴太郎戦隊ドンブラザーズVSゼンカイジャー」リアルタイムモーションキャプチャー
- 「映画 王様戦隊キングオージャー アドベンチャー・ヘブン」バーチャルプロダクション制作／運用

2024年
- Vシネクスト「王様戦隊キングオージャーVSドンブラザーズ」CG運用オペレーション／モーションキャプチャー
- Vシネクスト「王様戦隊キングオージャーVSキョウリュウジャー」CG運用オペレーション
- 映画「仮面ライダーガッチャード ザ・フューチャー・デイブレイク」VPオペレーション
- 映画「爆上戦隊ブンブンジャー 劇場BOON! プロミス・ザ・サーキット」VPオペレーション／ED制作協力

2025年
- Vシネクスト「爆上戦隊ブンブンジャーVSキングオージャー」バーチャルプロダクション運用オペレーション／CGアセット制作

### 学術研究
2022年
- 「スキージャンプ時の流体解析」研究モーションキャプチャー（小林陵侑選手）